# ستيفاني مارتن
ستيفاني مارتن (بالإنجليزية: Stephanie Martin)‏ (و. 1965  م) هي مغنية، وممثلة، ومترجمة موسيقى، وممثلة صوت، وكاتبة أغاني، ومغنية مؤلفة من كندا، والولايات المتحدة، بدأت مشوارها المهني سنة 1991.

## وصلات خارجية
- ستيفاني مارتن على موقع IMDb (الإنجليزية)
- ستيفاني مارتن على موقع ميوزك برينز (الإنجليزية)
- ستيفاني مارتن على موقع أول ميوزيك (الإنجليزية)
- ستيفاني مارتن على موقع ديسكوغز (الإنجليزية)
- ستيفاني مارتن على موقع كينوبويسك (الروسية)
- ستيفاني مارتن على موقع ANN person (الإنجليزية)
- ستيفاني مارتن في قاعدة بيانات الأفلام على الإنترنت